# Sub-Culture
Sub-Culture är en singel av New Order från 1985. Då låten är ganska lugn var detta ett singelval som av många fans sågs som ganska ologiskt med tanke på bandets tidigare framgångar med dansmusik på de amerikanska topplistorna.

## Låtlista
1. Subculture
2. Dub-vulture
3. Subculture (remix edit)
4. Subculture (extended version)
5. Dub-vulture (extended version)

## Listplaceringar
| Lista (1985)                         | Topplacering |
| ------------------------------------ | ------------ |
| Nyzeeländska RIANZ-singellistan      | 29           |
| Brittiska singellistan               | 63           |
| Brittiska indiesingellistan          | 1            |
| US Billboard Hot Dance Club Play     | 35           |
| US Billboard Hot Dance Singles Sales | 18           |

Den här artikeln är helt eller delvis baserad på material från engelskspråkiga Wikipedia.